# غرب الأندلس
غرب الأندلس هو الاسم الذي أطلقه المسلمون في الأندلس لمنطقة الغرب التي تقع في العصر الحالي في دولة البرتغال وذلك خلال فترة حكمهم لتلك الأراضي بين عامي ( 711 - 1249 ). بدأت هذه الفترة مع سقوط مملكة القوط الغربيين بعد غزو طارق بن زياد لإيبيريا وأسس إقليم تحت سيطرة الدولة الأموية. ويبلغ عدد سكان هذه المنطقة حوالي 500٬000 نسمة.

## الفتح الإسلامي للأندلس

شبه الجزيرة الإيبيرية عام 750.

في عام 89 هـ، وجه موسى بن نصير ابنه عبد الله لغزو جزر البليار، فافتتح ميورقة ومنورقة، وفي عام 90 هـ، راسل الكونت يوليان موسى بن نصير وقيل قائده في طنجة طارق بن زياد يدعو المسلمين لغزو الأندلس، لعداوة بينه وبين رودريك ملك القوط، بعد أن اغتصب رودريك ابنة يوليان التي كانت تدرس في بلاط رودريك مع أبناء أشراف القوط، وأعدّ لهم السفن اللازمة للعبور. فكتب موسى للوليد يخبره بدعوة يوليان، فأمره باختبارها بالسرايا، ولا يغرر بالمسلمين بخوض بحر شديد الأهوال. إلا أن موسى طمأنه بأنه ليس بحرًا وإنما خليج ضيق، فرد الوليد بأنه وإن كان خليجًا اختبره بالسرايا. فأرسل موسى في رمضان 91 هـ سرية من 400 مقاتل ومائة فارس بقيادة طريف بن مالك، فنزلوا جزيرة بالوماس سميت بعد ذلك بجزيرة طريف، أصابت مغانم كثيرة. فاقتنع الخليفة وموسى بن نصير بضعف وسائل الدفاع القوطية.